# André Kertész
André Kertész (Budapest, Imperio austrohúngaro, 2 de julio de 1894-Nueva York, Estados Unidos, 28 de septiembre de 1985) fue un fotógrafo húngaro. Es conocido por sus contribuciones a la composición fotográfica y por sus esfuerzos para establecer y desarrollar el ensayo fotográfico. Durante los primeros años de su carrera, sus trabajos no fueron apreciados debido a sus ángulos poco ortodoxos y a su deseo de conservar un estilo fotográfico personal. Incluso al final de su vida, consideró que no había obtenido el reconocimiento que merecía. Actualmente, es considerado una de las figuras más influyentes del periodismo fotográfico.
A pesar de que su familia deseaba que trabajara como corredor de bolsa, se convirtió en un fotógrafo autodidacta y sus primeros trabajos fueron publicados principalmente en revistas, una tendencia que se mantuvo durante la mayoría de su carrera. Sirvió brevemente en la Primera Guerra Mundial. En 1925 se mudó a París en contra de los deseos de su familia; allí formó parte del creciente grupo de artistas inmigrantes y del movimiento dadaísta. Además, su trabajo obtuvo en París el éxito comercial y el aplauso de la crítica. Sin embargo, la amenaza inminente de la Segunda Guerra Mundial lo obligó a emigrar a los Estados Unidos, donde tuvo una vida más difícil, teniendo que reconstruir su reputación a través de encargos. También tuvo altercados con varios editores, ya que estimaba que no reconocían su trabajo. Durante las décadas de 1940 y de 1950, dejó de trabajar para revistas y ganó éxito internacional. A pesar de los numerosos premios que obtuvo durante su carrera, Kertész consideraba que el público y la crítica no valoraban sus obras, un sentimiento que perduró hasta su muerte. Su carrera se divide generalmente en cuatro periodos: el húngaro, el francés, el estadounidense y el internacional.

## Primeros años
Andor Kertész nació el 2 de julio de 1894 en Budapest, hijo de la familia judía de Lipót Kertész, un vendedor de libros, y Ernesztin Hoffmann. Andor, a quien sus amigos llamaban "Bandi", fue el segundo de tres hijos. Cuando su padre murió de tuberculosis en 1908, Ernesztin quedó sin fuentes de ingresos para cuidar de sus hijos Andor, Imre y Jenő. Afortunadamente, su hermano Lipót Hoffmann ayudó a la familia y fue como un padre para los niños. Los Kertész se mudaron a la casa campestre de Lipót en Szigetbecse. Allí Kertész tuvo una vida relajada, rodeado de paisajes pastorales que más tarde influenciarían su carrera.
Lipót pagó los estudios de Kertész en la Academia de Comercio hasta su graduación en 1912. Posteriormente, se aseguró de que fuera contratado como corredor de bolsa. A diferencia de su hermano Imre, quien trabajó en la bolsa de valores hasta su muerte en 1957, Kertész no tuvo ningún interés por esta carrera. En cambio, se sentía atraído por la idea de ilustrar revistas y por actividades como la pesca y la natación. Las fotografías que observaba en revistas lo llevaron a soñar con ser un fotógrafo. También fue influenciado por varias pinturas de Tihanyi Lajos y Gyula Zilzer y por la poesía.

## Periodo húngaro

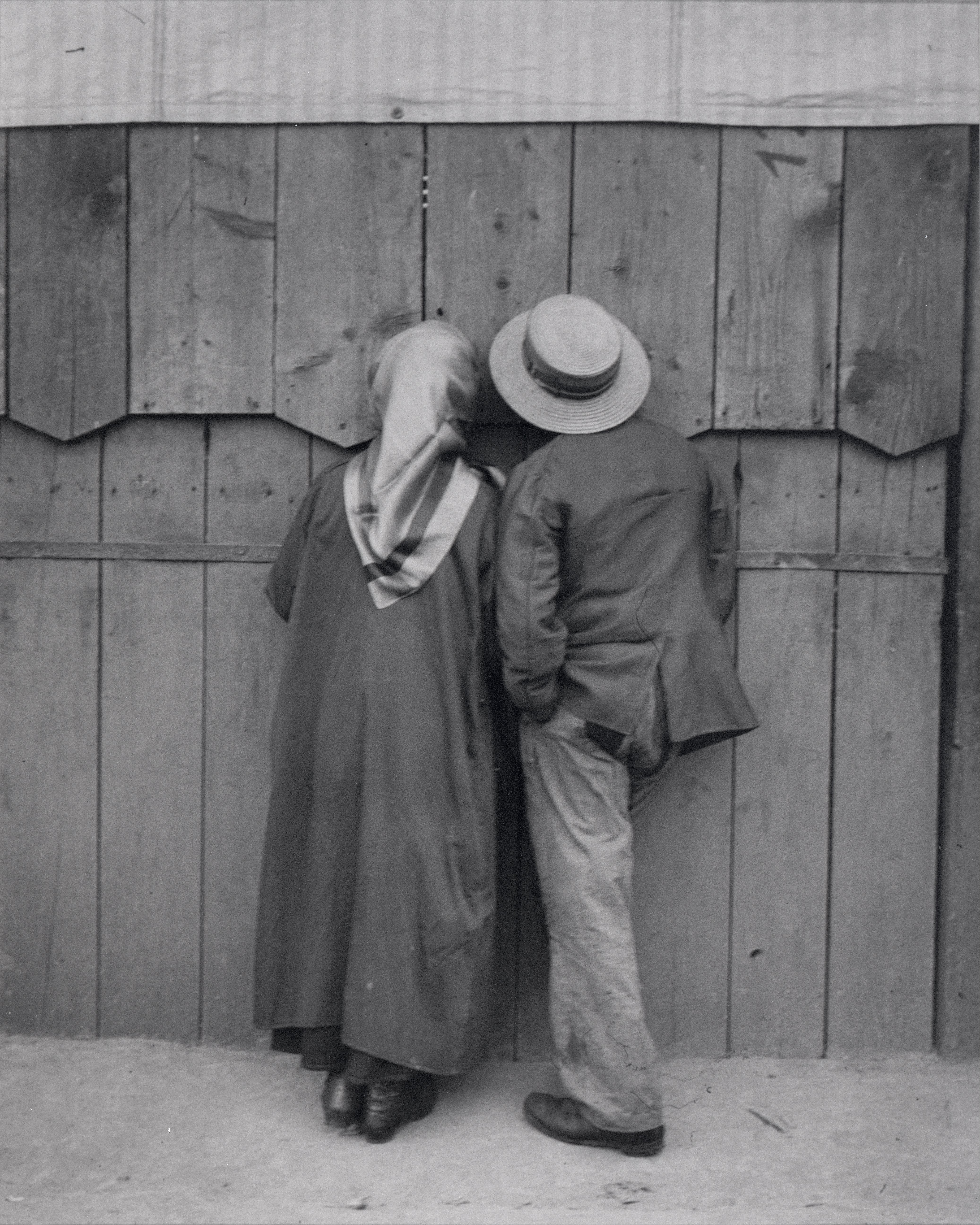
Circo, Budapest, 19 de mayo de 1920.

En 1912, cuando tuvo suficiente dinero, Kertész compró su primera cámara (una cámara rectangular ICA), a pesar de las protestas de su familia para que continuara su carrera en los negocios. Durante su tiempo libre, Kertész empezó a tomar fotografías a los campesinos locales, a los gitanos y a los paisajes de la Gran Llanura Húngara. Se cree que su primera fotografía fue "Niño durmiendo, Budapest, 1912", aunque sus trabajos no se empezaron a publicar hasta después de 1917, cuando era un miembro de ejército austrohúngaro en la Primera Guerra Mundial. Sus fotografías fueron publicadas por primera vez en la revista Érdekes Újság. Kertész aprendió por sí mismo como usar una cámara. Para 1914 su estilo distintivo y maduro era evidente (por ejemplo, "Eugene, 1914").
En 1914, a los 20 años, fue enviado al frente de batalla, donde tomó fotografías de la vida en las trincheras con una cámara ligera (una Tenax de Goerz). Desafortunadamente, la mayoría de estas fotografías fueron destruidas durante la revolución húngara de 1919. En 1915, fue herido por una bala y su brazo derecho quedó paralizado temporalmente.
Kertész fue enviado a un hospital militar en Budapest, pero más tarde fue transferido a Esztergom, donde continuó tomando fotos, incluyendo un autorretrato con el que participó en un concurso de la revista Borsszem Jankó. La obra más conocida de este periodo es "Nadador bajo el agua, Esztergom, 1917", la única fotografía que sobrevive de una serie que muestra nadadores cuya imagen es distorsionada por el agua. Esta serie provocó que Kertész se interesara en distorsiones, lo que lo llevó a realizar una serie llamada "Distorsiones" a principios de los años 1930.
Kertész permaneció lejos del campo de batalla durante el resto de la guerra. Finalizada ésta, regresó a trabajar en la bolsa de valores. Allí conoció a su futura esposa, Erzsebet Salomon (quien más tarde cambiaría su nombre por Elizabeth Saly). Durante este periodo y durante el resto de su carrera, Elizabeth sería modelo para muchas de sus fotografías.
Kertész continuó dedicando su tiempo libre a la fotografía y tomó numerosas fotografías con su hermano Jenő como modelo. No satisfecho con su trabajo en la bolsa de valores, a principios de los años 1920 abandonó su carrera para dedicarse a la agricultura y la apicultura. Sin embargo, esta aventura fue de corta duración debido al desorden político y al comunismo en la zona rural húngara.
Luego de regresar a su trabajo como corredor de bolsa, Kertész decidió abandonar Hungría, principalmente para escapar de su estilo de vida, pero también para unirse a una de las escuelas fotográficas de Francia. Sin embargo, su madre lo persuadió para que no se marchara. Su sueño de salir de Hungría no se realizaría hasta varios años después. Mientras tanto, siguió trabajando en la bolsa y dedicándose a la fotografía en su tiempo libre.
En 1923, la Asociación de Fotógrafos Aficionados de Hungría le ofreció una medalla de plata por una de sus fotografías, pero con la condición de que ésta debería ser impresa usando el proceso de bromoleotipia. Kertész rehusó utilizar este proceso y rechazó la medalla, aceptando solo un diploma de la asociación.
Sin embargo, fue recompensado cuando una de sus fotografías apareció en la portada de la revista Érdekes Újság en el número del 26 de junio de 1925. La revista ya había reproducido una de sus fotografías en el número del 25 de marzo de 1917, pero ésta fue la primera vez que una foto de Kertész apareció en portada. Para entonces ya estaba decidido a trasladarse a París y así poder usar elementos artísticos de la ciudad.

## Periodo francés
Kertész emigró a París en septiembre de 1925 en contra de los deseos de su madre, dejando atrás a sus hermanos, a Elizabeth y a su tío Lipót, quien murió poco después. Su hermano Jenő también emigró a Argentina, pero Elizabeth permaneció en Hungría hasta que Kertész se pudiera establecer en París. Kertész fue uno de los muchos artistas que emigraron del Imperio Austrohúngaro, como François Kollar, Robert Capa, Emeric Fehér y Brassaï. Otros artistas también inmigraron durante este periodo: es el caso de Man Ray, Germaine Krull (quien participó en algunas exhibiciones con Kertész) y Lucien Aigner, entre otros. En París, Kertész obtuvo éxito comercial y de crítica realizando publicaciones en revistas y posteriormente trabajos por encargo para varias revistas europeas. Fue el primer fotógrafo en realizar una muestra individual cuando Jan Slivinsky organizó una serie de exposiciones individuales para treinta fotógrafos en la Gallerie Au Sacre du Printemps en 1927.
Tras su llegada a París, Kertész cambió su nombre por el de André, que usaría durante el resto de su vida. Por entonces muchos fotógrafos estaban interesados en el dadaísmo, el cual se estaba convirtiendo en un movimiento artístico considerable, especialmente en Francia. Kertész pronto conoció a varios miembros del movimiento y se relacionó con ellos. Además, contactó y visitó a otros fotógrafos y artistas húngaros mientras estaba en París. Más adelante, realizaría exposiciones junto a algunos de estos artistas. Kertész disfrutaba particularmente visitando a sus amigos escultores y también le impresionaba el cubismo. Durante su tiempo libre retrató a varios artistas, incluyendo a los pintores Piet Mondrian y Marc Chagall, la escritora Colette y el cineasta Sergéi Eisenstein. En 1928, Kertész dejó de usar cámaras con placas y adquirió una Leica; rápidamente, se acostumbró a su nueva cámara. Este periodo, especialmente a finales de los años 1920, fue uno de los más productivos de su carrera, ya que tomaba fotografías diariamente y publicaba varias de estas en revistas. También dividía su tiempo cuidadosamente entre encargos y su fotografía personal. En 1930, Kertész ganó una medalla de plata por sus servicios a la fotografía en la Exposition Coloniale en París.
Varias revistas francesas como Vu y Art et Médecine publicaron fotos hechas por Kertész, muchas de las cuales fueron usadas en portadas. Kertész trabajó frecuentemente junto al editor de la revista Vu, Lucien Vogel, quien publicaba sus fotografías sin comentarios y le dejaba realizar reportajes sobre temas diversos. Kertész disfrutaba viajar en París y sus alrededores tomando fotografías relacionadas con el tema que Vogel le asignara. En 1933, le encargaron realizar una de sus más famosas series fotográficas titulada "Distorsiones": una serie de 200 fotografías de dos modelos desnudos (un hombre y una mujer) en distintas poses frente a varios espejos cóncavos y convexos. En algunos casos la imagen de los modelos, Najinskaya Verackhatz y Nadia Kasine, aparecía tan distorsionada que solo algunas extremidades o facciones eran reconocibles en la fotografía. Algunas de las fotos de esta serie aparecieron en el número del 2 de marzo de la revista Le Sourire y posteriormente en el número del 15 de septiembre de 1933 de Arts et métiers graphiques. Kertész publicó el libro Distorsiones con todas las fotografías más adelante ese mismo año.
Luego de la publicación de su primer libro de fotografías, Enfants (dedicado a Elizabeth y a su madre, quien había muerto poco antes), en 1933, Kertész publicó varios libros de fotografía. Su siguiente libro, Paris, fue publicado en 1934 y fue dedicado a sus hermanos Imre y Jenő. Nos Amies les bêtes (Nuestros amigos los animales) fue lanzado en 1936 y Les Cathédrales du vin (Las catedrales de vino) en 1937.
Aunque su familia no lo sabía, Kertész se había casado con una fotógrafa francesa llamada Rosza Klein (también conocida como Rogi André) a finales de los años 1920. El matrimonio duró muy poco y Kertész nunca habló sobre el tema hasta su muerte para no desilusionar a Elizabeth. En 1930, viajó a Hungría para visitar a su familia, pero regresó a París poco después. Elizabeth se mudó con él en 1931, a pesar de la oposición de su familia, y la pareja no se separaría a partir de entonces. Contrajeron matrimonio el 17 de junio de 1933 y Kertész empezó pasar menos tiempo con sus amigos artistas y fotógrafos para estar con su esposa.
Cuando Kertész se casó, el Partido Nazi estaba adquiriendo poder en Alemania. Esto provocó que las revistas empezaran a publicar reportajes sobre política. Muchas revistas dejaron de publicar fotografías de Kertész, ya que no tenían relación alguna con temas políticos. A partir de entonces Kertész empezó a recibir menos comisiones, por lo que, con el consentimiento de Elizabeth, planeó mudarse a Nueva York para trabajar con la agencia Keystone de Ernie Prince. En 1936, ante la amenaza de la Segunda Guerra Mundial y la falta de trabajo, Kertész y Elizabeth embarcaron en el SS Washington rumbo a Manhattan.

## Periodo estadounidense
Kertész llegó a Nueva York el 15 de octubre de 1936 con la intención de reavivar su inspiración y darse a conocer como fotógrafo en los Estados Unidos. La pareja se estableció en el Beaux Arts Hotel en Greenwich Village. Desde su llegada, Kertész descubrió que la vida en los Estados Unidos era más difícil de lo que había imaginado. Más tarde se referiría a este periodo de su vida como una "absoluta tragedia." Ahora no tenía a sus amigos artistas de Francia y las personas en Estados Unidos no eran tan amables cuando los fotografiaban como la gente en París. Poco después de su llegada, Kertész contactó a Beaumont Newhall, el director del departamento fotográfico del Museo de Arte Moderno de Nueva York, quien estaba preparando una exposición titulada Photography 1839–1937. Sin embargo, cuando Kertész le ofreció algunas de las fotografías de "Distorsiones", Newhall las criticó, lo que ofendió a Kertész. A pesar de eso, Newhall expuso las fotografías. En diciembre de 1937, Kertész realizó una exhibición individual en la PM Gallery. Su situación empeoró cuando la agencia Keystone le hizo pasar la mayor parte del tiempo trabajando en el estudio de la compañía, a pesar de haberle ofrecido transporte a diferentes lugares para que realizara periodismo fotográfico. Kertész trató de visitar Francia, pero no tenía dinero. Para cuando había ahorrado suficiente, la Segunda Guerra Mundial ya había empezado, lo que imposibilitó el viaje. Sus problemas con el inglés también le afectaron. En Francia había sobrellevado su incapacidad para hablar francés, pero en Nueva York, donde se sentía como un forastero, sus problemas con el lenguaje tuvieron un efecto mayor.
Sintiéndose cada vez más frustrado con la ciudad, Kertész dejó Keystone luego de que su jefe Ernie Prince abandonara la compañía en 1937. Posteriormente, la revista Harper's Bazaar le encargó fotografías para un artículo sobre la tienda de departamentos Saks Fifth Avenue para su número de abril de 1937. Kertész continuó trabajando con la revista, además de aceptar comisiones de Town & Country para complementar sus ingresos. La revista Vogue le ofreció un trabajo, pero él rechazó la oferta, ya que temía que no pudiera fotografiar en un estudio como se acostumbraba en el mundo de la moda. En cambio, aceptó un trabajo en la revista Life. Su primera obra para ellos fue una pieza llamada The Tugboat (El Remolcador). A pesar de las instrucciones recibidas, Kertész no se limitó a fotografiar remolcadores, sino todo el muelle y sus actividades. Debido a esto, Life rehusó publicar sus fotos. Nuevamente, Kertész se sintió frustrado con la ciudad y su industria fotográfica.
En el número del 25 de octubre de 1938 de Look, la revista publicó una serie de fotografías de Kertész llamada A Fireman Goes to School, pero los créditos le fueron dados a Ernie Prince, su antiguo jefe. Kertész, enfurecido, contempló la posibilidad de no volver a trabajar para ninguna revista. Sin embargo, sus fotografías aparecieron en la revista Coronet en 1937, pero en 1939 se desilusionó cuando la revista no incluyó ninguna de sus fotos entre las seleccionadas para el número especial "Fotografías más memorables" de Coronet. Posteriormente, Kertész daría por finalizada su relación con la revista y su editor Arnold Gingrich. La situación se repitió en el número de junio de 1941 de Vogue, dedicado a las fotografías en honor de Condé Montrose Nast, fundador de Condé Nast Publications. A pesar de haber realizado más de treinta ensayos fotográficos para Vogue y House & Garden, Kertész no apareció en la lista de fotógrafos. Ese mismo año Kertész y Elizabeth fueron declarados enemigos extranjeros, ya que ambos portaban pasaportes húngaros, por lo que no se le permitió fotografiar exteriores ni nada relacionado con la seguridad nacional. Más tarde, le tomarían las huellas digitales. Kertész dejó de realizar encargos y abandonó la fotografía durante tres años, ya que no quería ser arrestado ni tener problemas políticos para no perjudicar a Elizabeth, quien había iniciado un negocio de cosméticos (Cosmia Laboratories) con un amigo húngaro.
Elizabeth obtuvo la ciudadanía estadounidense el 20 de enero de 1944 y su esposo el 3 de febrero. A pesar de la fuerte competencia con otros fotógrafos como Irving Penn, Kertész continuó realizando encargos. Aunque no fue incluido entre los sesenta y tres fotógrafos del "árbol genealógico fotográfico" de Vogue (el cual incluía los fotógrafos más importantes de la era), fue contratado por House & Garden para realizar una comisión de Navidad. En junio de 1944, László Moholy-Nagy le ofreció un puesto como profesor en la New Bauhaus - American School of Design, pero Kertész rechazó la oferta. En 1945, lanzó un nuevo libro de fotografías llamado Day of Paris, el cual incluía fotografías que había tomado justo antes de abandonar Europa. El libro fue un éxito de crítica. Kertész aceptó un contrato de larga duración con House & Garden en 1946. Aunque el contrato restringía su trabajo editorial y le obligaba a pasar la mayor parte del tiempo en el estudio, se le pagaban US$10 000 y le devolvían todos los negativos después de seis meses.
Aunque los temas que podía fotografiar eran limitados, Kertész fue enviado a varios lugares y casas famosos. Incluso realizó viajes internacionales, visitando Inglaterra, París y Budapest. Entre 1945 y 1962, más de 3.000 de sus fotografías fueron publicadas en House & Garden y se volvió conocido en la industria fotográfica. Sin embargo, realizó pocos trabajos personales durante este periodo.

## Últimos años y muerte

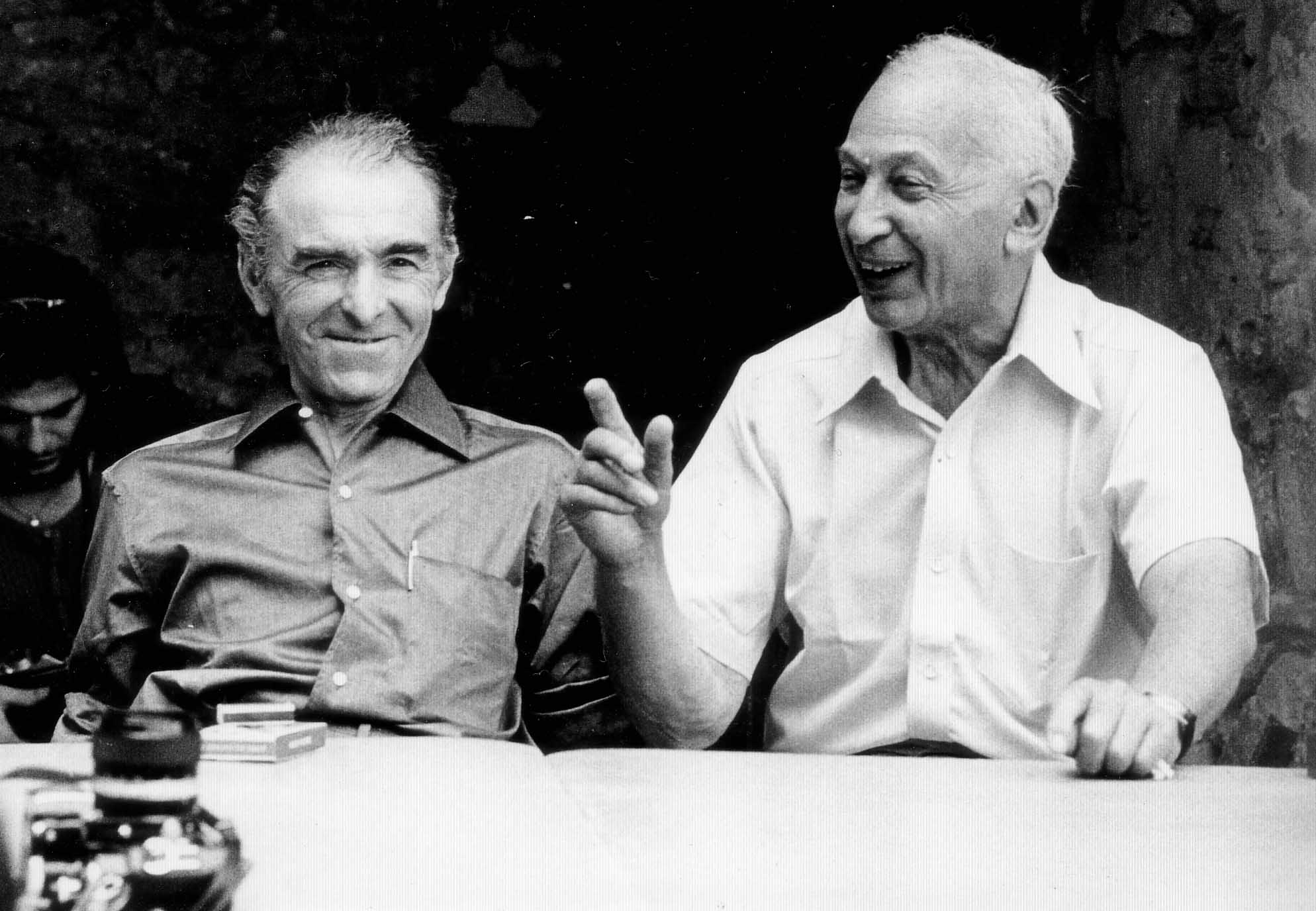
Kertész (derecha) y Robert Doisneau en Arlés (Francia) en 1975.

En 1946, Kertész realizó una exposición individual en el Art Institute of Chicago, compuesta principalmente por fotos de la serie Day of Paris. Frecuentemente se refería a éste como uno de sus mejores momentos en los Estados Unidos. Ésta fue su última muestra hasta 1962, cuando algunas de sus fotografías fueron expuestas en la Universidad de Long Island. Durante el periodo que pasó trabajando para House & Garden, Kertész se sintió insultado nuevamente cuando su trabajo no apareció en la famosa exposición de Edward Steichen The Family of Man en el Museo de Arte Moderno de Nueva York en 1955. A finales de 1961, rompió su contrato con Condé Nast Publishing debido a un altercado menor. Kertész, liberado de las restricciones que imponía la revista, trató de volver a la escena fotográfica internacional. Esta parte de su vida es conocida como el periodo internacional, ya que ganó fama internacional y realizó exhibiciones en varios países. En 1963 participó en la IV Mostra Biennale Internazionale della Fotografia en Venecia y más tarde en ese año hizo una exposición en la Biblioteca Nacional de Francia en París. En Venecia recibió una medalla de oro por su dedicación a la industria fotográfica. Posteriormente visitaría a su hermano Jenő en Argentina.
Durante este periodo Kertész experimentó con fotografías en color, aunque solo realizó unas cuantas de estas. En 1964 Kertész realizó una exposición individual en el Museo de Arte Moderno, poco después de que John Szarkowski se convirtiera en el director de fotografía del museo. La exposición fue aclamada por la crítica y a raíz de ello Kertész fue considerado en los círculos fotográficos como una figura de relevancia. En 1952, se mudó con su esposa a un apartamento cerca del Washington Square Park. Allí Kertész tomó algunas de sus mejores fotografías desde que había llegado a los Estados Unidos. Las fotos, realizadas con teleobjetivo, mostraban el parque cubierto de nieve con numerosas siluetas y huellas.
Durante los años venideros, además de participar en numerosas exhibiciones por todo el mundo, también recibió varios premios: en 1965, fue nombrado miembro de la American Society of Media Photographers; en 1974 le fue otorgada la Beca Guggenheim y se le nombró Comandante de la Orden de las Artes y las Letras; en 1977, recibió el Mayor's Award of Honor for Arts and Culture en Nueva York; en 1980, se le otorgó la Médaille de la Ville de Paris (Medalla de la Ciudad de París); y en ese mismo año ganó el primer Premio Anual de la Association of International Photography Art Dealers. En 1981, recibió un doctorado honorario del Bard College y recibió por segunda ocasión el Mayor's Award of Honor for Arts and Culture. Kertész produjo varios libros durante este periodo y recuperó varios de los negativos que había dejado en Francia años atrás.
Durante sus últimos años, Kertész viajó a varios países con motivo de sus exposiciones, especialmente a Japón, y logró restablecer sus relaciones con otros artistas. Elizabeth murió de cáncer en 1977. Para sobrellevar la pérdida, Kertész empezó a pasar más tiempo con sus amigos, visitándolos algunas noches para conversar. Para entonces, ya había aprendido inglés básico y hablaba con sus amigos una extraña mezcla de inglés, húngaro y francés. En 1979 Polaroid le regaló una de sus nuevos modelos SX-70, cámara con la cual experimentó durante los años 1980. En 1982, se le otorgó el Gran Premio Nacional de Fotografía en París y ganó el 21.º Premio Anual George Washington de la American Hungarian Foundation. Su agente, Susan Harder, trató activamente de que otros reconocieran las contribuciones de Kertész a la historia de la fotografía. En 1983, Kertész recibió un doctorado honorario del Royal College of Art. En ese mismo año fue nombrado Caballero de la Legión de Honor y se le otorgó un apartamento para sus futuras visitas a París. Otros de los reconocimientos que recibió son: el Annual Lifetime Achievement Award del Maine Photographic Workshop (1984), el Californian Distinguished Career in Photography Award (1985), el primer Annual Master of Photography Award del International Center of Photography (1985) y un doctorado honorífico de la Parsons The New School for Design. Además de estos reconocimientos, el Museo Metropolitano de Arte compró 100 de sus fotografías en 1984, la mayor adquisición de fotografías de un artista vivo realizada por un museo.
Kertész murió en su hogar mientras dormía, el 28 de septiembre de 1985. Sus restos fueron cremados y enterrados junto a los de su esposa.

## Legado
Kertész consideraba que su trabajo no había sido reconocido debidamente, a pesar de haber pasado la mayor parte de su vida buscando aceptación y fama. Aunque recibió numerosos premios por sus fotografías, nunca sintió que su estilo fuera aceptado de la misma manera por los críticos y la audiencia. En 1927, fue el primer fotógrafo en realizar una exposición individual. Durante el periodo estadounidense fue considerado un artista íntimista, capaz de llevar al espectador al interior de sus obras, incluso si la fotografía tenía por motivo la ciudad de Nueva York. Después de su muerte, su trabajo continuó recibiendo críticas positivas, siendo considerado un fotógrafo consistentemente fino. Su obra es conocida por el uso predominante de la luz; el mismo Kertész dijo "Yo escribo con luz." Kertész no era seguidor de ningún movimiento político y sus fotografías se limitaban a representar la simplicidad de la vida. Con su estilo íntimo y su tono nostálgico, sus fotografías transmiten una sensación de eternidad que no fue reconocida hasta después de su muerte. A diferencia de lo que sucede en otros fotógrafos, sus obras daban una idea de su estilo vida, mostrando en orden cronológico los lugares en los que había estado; por ejemplo, muchas de las fotografías del periodo francés fueron tomadas en cafés donde pasa la mayor parte del tiempo buscando inspiración. Aunque casi nunca recibía críticas negativas, fue la falta de críticas lo que lo llevó a sentir la falta de reconocimiento. Actualmente, Kertész es considerado el padre del periodismo fotográfico. Varios fotógrafos han sido influenciados por los trabajos de Kertész, incluyendo a Henri Cartier-Bresson.

## Trabajos selectos

### Exhibiciones
Esta lista fue compilada de Capa et al., Corkin y Lifson, Könemann et al. y Naef et al.
- 1927 – Exhibición individual en la Gallerie Au Sacre du Printemps (París).
- 1927 – "III Salon International de Fotografie" en Zaragoza.
- 1927 – "XXIIIe Salon International de Fotografie" en París.
- 1928 – "1.er Salon Indépendant de la Photographie" en el Teatro de los Champs-Élysées (París).
- 1928 – "Exposition de Photographie" en la Galeriee L'Epoque (Bruselas.
- 1928 – "Internationale Foto-Salon" en Róterdam.
- 1929 – "Svaz cs. Klubu Fotografu Amateru" en Praga.
- 1929 – "Fotografie der Gegenwart" en Essen.
- 1929 – "Der Internationl Ausstellung von Film and Foto" en Stuttgart.
- 1930 – "Das Lichtbild", en Essen y Múnich.
- 1930 – "Primer Salón Anual de Fotografía" en Buenos Aires.
- 1930 – "11e Salon de l'Araignée" en la Galería G.L. Manuel Freres (París).
- 1930 – "Photographies d'aujourd'hui" en la Gallerie d'Art Contemporain (París).
- 1931 – "Deuxieme Groupe de Photographes" en la Gallerie d'Art Contemporain (París).
- 1931 – "Association Belge de Photographie" en Bruselas.
- 1931 – "Photographies d'aujourd'hui" en la Gallerie d'Art Contemporain (París).
- 1931 – "Neue Sportbauten" en la Graphische Lehr-und Versuchsanstalt (Viena).
- 1931 – "An Exhibition of Foreign Photography" en Nueva York.
- 1932 – "Palais des Beaux-Arts" en Internationale de la Photographie (Bruselas).
- 1932 – "Modern European Photography" en la Julien Levy Gallery (Nueva York).
- 1932 – "International Photographers" en el Brooklyn Museum (Nueva York).
- 1932 – "Modern Photography" en la Albright-Knox Art Gallery (Buffalo).
- 1932 – Exhibición sin título en el Museo Fokwang (Essen).
- 1933 – "Deuxieme Exposition Internationale de la Photographie et Cinema" en Bruselas.
- 1933 – "Groupe Annuel des Photographes" en la Galerie de la Pléiade (París).
- 1933 – "The Modern Spirit in Photography" en la Royal Photographic Society (Londres).
- 1934 – Exhibición sin título en el Leleu's Studio (París).
- 1934 – "Groupe Annuel des Photographes" en la Galerie de la Pléiade (París).
- 1934 – "Exposition de la société des artistes photographes" en el Studio Saint-Jacques (París)
- 1934 – "The Modern Spirit in Photography and Advertising" en la Royal Photographic Society (Londres).
- 1935 – Exhibición sin título en la Galerie de la Pléiade (París).
- 1936 – "Exposition Internationale de la Photographie Contemporaine" en el Musée des Arts Décoratifs (Paris).
- 1937 – "Photography 1839–1937" en el Museo de Arte Moderno (Nueva York).
- 1937 – Exhibición sin título en la PM Gallery (Nueva York).
- 1937 – "Pioneers of Modern French Photography" en la Julien Levy Gallery (Nueva York).
- 1942 – "Image of Freedom" en el Museo de Arte Moderno (Nueva York).
- 1946 – Exhibición sin título en Art Institute of Chicago.
- 1963 – Exhibición sin título en el Modernage Photo Lab (Nueva York).
- 1963 – "André Kertész" en la Biblioteca Nacional de Francia (París).
- 1964 – "André Kertész, Photographer" en el Museo de Arte Moderno (Nueva York).
- 1967 – "The Concerned Photographer" en el Riverside Museum (Nueva York). Esta exposición realizó una gira internacional.
- 1970 – "Expo '70" en el pabellón de los Estados Unidos (Osaka).
- 1971 – Exhibición sin título en la Galería Nacional de Hungría (Budapest).
- 1971 – Exhibición sin título en el Moderna Museet (Estocolmo).
- 1972 – Exhibición sin título en el Valokuvamuseon (Helsinki).
- 1977 – "André Kertész" en el Centro Pompidou (París).
- 1978 – "André Kertész" en la Silver Image Gallery (Seattle).
- 1979 – "André Kertész" en la Serpentine Gallery (Londres).
- 1982 – "André Kertész, Master of Photography" en el Chrysler Museum of Art (Norfolk).
- 1985 – "André Kertész: Of Paris and New York" en el Art Institute of Chicago.
- 1985 – Exhibición sin título en Tokio.
- 2003 – "André Kertész: The New York Period 1936 - 1985" en la Bruce Silverstein Gallery (Nueva York).
- 2005 – "The Early Years" en la Bruce Silverstein Gallery (Nueva York).
- 2005 - "André Kertész" en la Galería Nacional de Arte (Washington D. C.).
- 2007 – "The Polaroids" en la Bruce Silverstein Gallery (Nueva York).
- 2016 – "André Kertész, el doble de una vida" en el Museo de Arte del Banco de la República (Bogotá).